# مولواد
مولواد (به سوئدی: Mullvad) یک برنامه شبکه خصوصی مجازی (VPN) شخصی است که در مارس ۲۰۰۹ بوجود آمد.
این برنامه منبع باز از فناوری‌های اوپن وی پی ان و وایرگارد پشتیبانی می‌کند، همچنین از پروتکل شدوساکس به عنوان پلی برای دور زدن سانسور اینترنتی پشتیبانی میشود و رمز گذاری داده‌ها را با استفاده از استاندارد رمزنگاری پیشرفته AES-256 انجام می‌دهد. این برنامه متعلق به شرکت سوئدی Amagicom AB است.
نرم افزار های کلاینت این سرویس تحت پروانه GPL منتشر میشوند که یک پروانه آزاد است.